# Veca Airlines
VECA Airlines (Vuelos Económicos CentroAmericanos) fue una aerolínea salvadoreña que pretendía ser "las alas" propias de su país, ya que no existe una aerolínea de origen local en esta nación. Obtuvo su certificado de operado aéreo en mayo del 2014. Inició operaciones en el mes de noviembre del mismo año y tuvo su centro de operaciones en el Aeropuerto Internacional de El Salvador «Monseñor Oscar Arnulfo Romero y Galdámez».
Operaba con dos aviones Airbus A319 pertenecientes a la Corporación Financiera Internacional Lease (ILFC).  Ambas aeronaves estaban configuradas en una clase única con 144 asientos. La compañía recibió financiamiento de ALBA Petróleos de El Salvador.El proyecto se vino abajo después de reportar numerosas pérdidas y por los mismos problemas financieros cesó operaciones el 16 de enero de 2017.

## Hitos de la empresa
- El 6 de noviembre de 2015, VECA Airlines presentó a Susana Ibarra como la primera piloto comercial de nacionalidad salvadoreña como parte de la empresa.[5]
- El 22 de enero de 2016, VECA Airlines anunció ser el patrocinador oficial del equipo Alianza Fútbol club.[6]
- El 7 de abril de 2016, VECA Airlines honró la carrera del capitán Raúl Alfonso Jovel Ferrer, quien realizó su último vuelo comercial con la aerolínea, después de más de 24.000 horas de vuelo y 42 años de servicio.[7]
- El 28 de abril de 2016, VECA Airlines inició operaciones a Managua, Nicaragua.[8]

## Flota histórica
VECA Airlines operó las siguientes aeronaves:
| Aeronaves   | Total | Introducido | Retirado | Matrículas      |
| ----------- | ----- | ----------- | -------- | --------------- |
| Airbus A319 | 2     | 2013        | 2017     | N1235V y N1821V |

## Antiguos destinos
Veca Airlines volaba a los siguientes destinos 
| Países      | Destinos            | Aeropuertos                                 |
| ----------- | ------------------- | ------------------------------------------- |
| Costa Rica  | San José            | Aeropuerto Internacional Juan Santamaría    |
| El Salvador | San Salvador        | Aeropuerto Internacional de El Salvador HUB |
| Guatemala   | Ciudad de Guatemala | Aeropuerto Internacional La Aurora          |
| Nicaragua   | Managua             | Aeropuerto Internacional Augusto C. Sandino |